# Lycée Louis-Pasteur (Hénin-Beaumont)
Pour les articles homonymes, voir Lycée Pasteur.
Le lycée Louis-Pasteur d'Hénin-Beaumont ouvre ses portes en 1959, inauguré par le maire Fernand Darchicourt. Il est l'un des 3 Lycées de la ville d'Hénin-Beaumont avec le Lycée Général Fernand Darchicourt et le Lycée Professionnel Henry Senez.

## Histoire

### Contexte
Le lycée est construit à Hénin-Liétard en 1959. En 1971, c'est la naissance d'Hénin-Beaumont par la fusion d'Hénin-Liétard et de Beaumont-en-Artois. La rocade minière au Nord du lycée n'est pas construite. Il ne pourra pas s'agrandir du fait du projet de la rocade minière. Des classes supplémentaires en préfabriquées seront installées devant le lycée de l'autre coté de la route ainsi que derrière entre le lycée et la clôture. Ceci vers les années 1960 (j'y ai suivi des cours).  

## Bâtiments

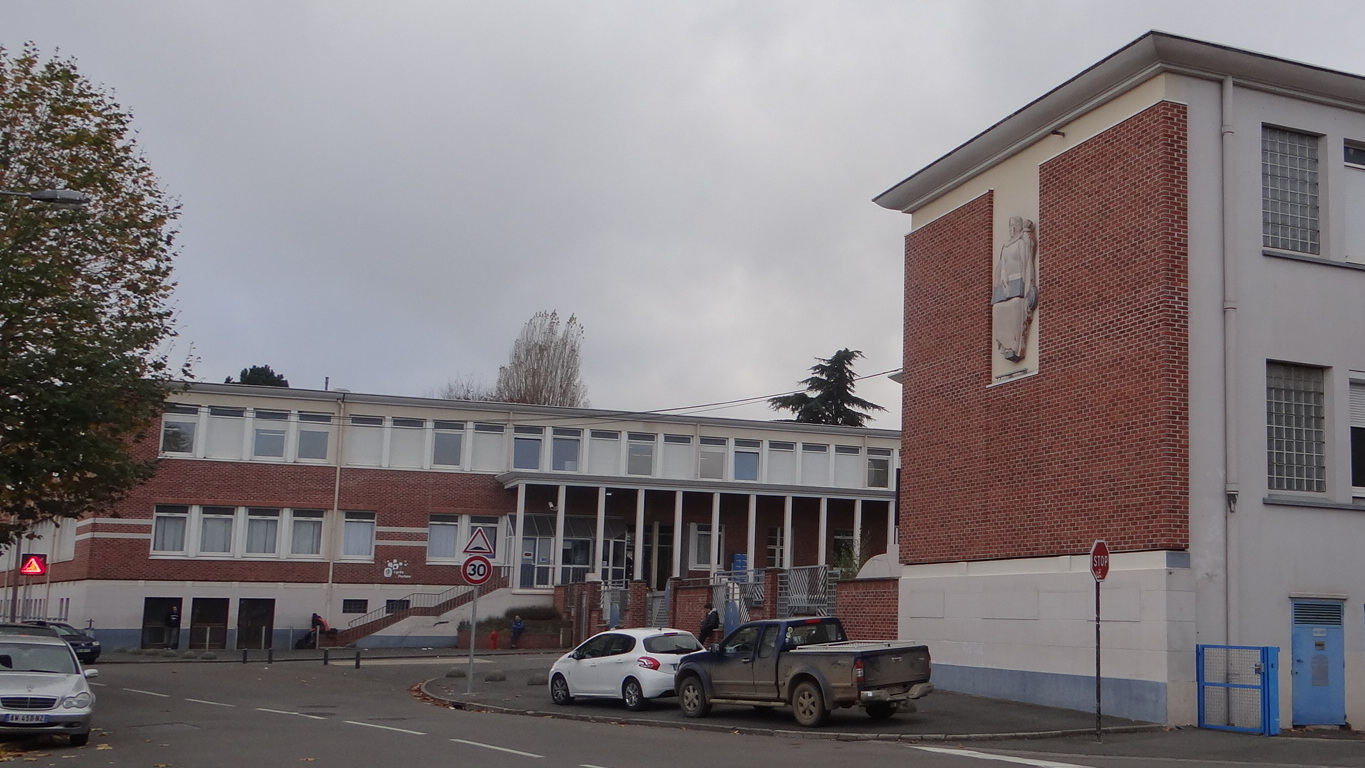
Façade du lycée.

- Internat : dans les années 1970, deux internats en chambre collective étaient situées au premier étage, de part et d'autre de l'entrée. L'un d'une capacité de 120 lits, l'autre de 80. Un nouvel internat est aménagé dans une ancienne tour HLM, au 66 rue Charles Nicolle avec 150 lits.
- La pyramide a été retenue par un vote des élèves parmi plusieurs projets d'élèves de la formation en génie civil de l'année 1984. Elle porte actuellement le nom de Maison Des Lycéens (MDL). Il s'agit d'un bâtiment auto-gêré par les Lycéens élus par ces derniers, le bâtiment servant notamment aux concerts faits par ces derniers, aux temps de pause entre les cours (en plus de la permanence et du C.D.I) ou aux événements internes du Lycées.
- Un avion de chasse est exposé dans la cour du lycée jusqu'aux années 1980 avant d'être déplacé[2].

## Enseignement
Le lycée polyvalent est issu de la fusion du lycée professionnel et du lycée général et technologique.
Il accueille des sections générales (S-SVT, S-SI et ES), technologiques (STI2D (Architecture & Construction, Énergies & Environnement, Innovations Technologiques & Éco-Conception et Systèmes d'Informations & Numérique) et STL(Sciences Physiques & Chimiques en Laboratoire)), de l'enseignement professionnel (électrotechnique, génie civil et maintenance des équipements industriels) et de 2 CAP (Préparation & Réalisation d'Ouvrages Électriques et Électricien).
Une section Européenne (Anglais, Allemand) y est mise en place, pour les Lycéens volontaires et désireux d'améliorer au delà du niveau de Bachelier requis en Terminale.

Le lycée accueille également des BTS dans le domaine du génie civil et de l'électrotechnique, ainsi qu'une licence professionnelle en lien avec l'IUT de Béthune, au sein d'un bâtiment à part, à l'arrière de l'enceinte Lycéenne. Il s'agit d'un des bâtiments du Lycée le plus proche de la rocade minière.

## Classement au baccalauréat
En 2016, le lycée est classé 10e au niveau régional.
En 2018, le lycée est classé 1252e sur 2277 établissements au niveau national et 13e sur 42 dans le département.

## Anciens élèves
- Jean-Pierre Dolait, cadre dirigeant
- Mathieu "ZywOo" Herbaut, joueur professionnel de Counter-Strike: Global Offensive